# Soeish
Soeish (francès Soueich) és un municipi francès, situat a la regió d'Occitània, departament de l'Alta Garona.